# Michael Peña
Michael Anthony Peña (sinh 13 tháng 1 năm 1976) là một diễn viên và nhạc sĩ người Mỹ. Anh đã đóng vai chính trong nhiều bộ phim, chẳng hạn như Crash (2004), Trung tâm Thương mại Thế giới (2006), Shooter (2007), Quan sát và báo cáo (2009), Tower Heist (2011), End of Watch (2012), Gangster Squad (2013), American Hustle (2013), Fury (2014) và Ant-Man (2015).

## Cuộc sống cá nhân
Peña sinh ra ở Chicago, Illinois, con trai của Nicolasa, một nhân viên xã hội, và Eleuterio Peña, một công nhân nhà máy nút đóng chai. Cha mẹ Peña của ban đầu là nông dân, và di cư từ Mexico. Cha ông từ Villa Purificación, Jalisco, và mẹ ông là từ Charcas. Peña là một người theo đạo Scientology.

## Sự nghiệp
Mặc dù Peña đã thường xuyên được tham gia các phim độc lập từ năm 1994, màn biểu diễn mang tính đột phá nhất của ông đến từ hai bộ phim hay nhất giải Oscar,  Million Dollar Baby (2004) and Crash (2005). Cựu đạo diễn là Clint Eastwood, và sau này được đạo diễn bởi Haggis. Do  cả hai bộ phim được phê bình đánh giá cao, Peña nhận được sự chú ý cho thực hiện đầy cảm xúc của mình trong Crash.
Năm sau, ông đã xuất hiện trên hàng loạt chiến thắng Quả cầu vàng, The Shield. Năm 2006, anh đóng vai chính trong bộ phim Oliver Stone dựa trên các cuộc tấn công 11 tháng 9,  năm 2001, Trung tâm Thương mại Thế giới. Ông cũng đã có một vai diễn nhỏ trong đề cử giải thưởng Oscar và Quả cầu vàng, phim Alejandro González Iñárritu của Babel. Điều này mang lại cho ông sự khác biệt hiếm hoi là đã từng xuất hiện trong ba bộ phim được đề cử Oscar liên tiếp. Ông cũng đóng vai chính cùng với Mark Wahlberg trong Shooter (2007). vai người nhân viên FBI Nick Memphis.
Năm 2006, Peña đóng vai chính trong bộ phim Walkout của Sal Castro, đài HBO, một giáo viên trung học Mexico-Mỹ, những người truyền cảm hứng cho một nhóm học sinh trung học ở Đông LA để đấu tranh cho quyền Chicano. Năm 2009, anh đóng vai một nhân viên bảo vệ trung tâm cùng với Seth Rogen trong Observe and Report. của Jody Hill.
Năm 2012, anh đóng vai chính với Jake Gyllenhaal, vai một sĩ quan cảnh sát Los Angeles, trong phim End of Watch. Cùng năm đó, ông bắt đầu quay phim Chávez, một bộ phim tiểu sử về cuộc đời của lãnh đạo lao động Mỹ, César Chávez, người sáng lập ra United Farm Workers. Peña đóng vai vai Chávez. Ông xuất hiện cùng Brad Pitt, Shia LaBeouf, Logan Lerman, và Jon Bernthal trong bộ phim hành động chiến tranh thế giới II- Fury (2014),  và vai Luis trong Ant-Man (2015).
Peña cũng lồng tiếng cho nhân vật Ricky trong loạt  hoạt hình hài Chozen. Ông cũng đã thành lập ban nhạc rock Los Angeles, Nico Vega vào năm 2005, được đặt tên sau khi mẹ anh Nicolasa. Ông rời ban nhạc năm 2007 để tập trung vào sự nghiệp diễn xuất của mình nhưng đồng sáng tác ca khúc, "Beast" mà đạt # 26 trên bảng xếp hạng Billboard Hot Songs Rock.

## Danh sách phim

### Phim
| Năm  | Tựa đề                             | Vai                                            | Chú thích |
| ---- | ---------------------------------- | ---------------------------------------------- | --- |
| 1996 | My Fellow Americans                | Ernesto                                        | |
| 1997 | Star Maps                          | Star Map Boy                                   | |
| 1998 | Boogie Boy                         | Drug Dealer                                    | |
| 1998 | La Cucaracha                       | Orderly                                        | |
| 1999 | Bellyfruit                         | Oscar                                          | |
| 2000 | Gone in 60 Seconds                 | Ignacio                                        | Credited as Michael A. Peña |
| 2001 | Buffalo Soldiers                   | Garcia                                         | |
| 2003 | The United States of Leland        | Guillermo                                      | |
| 2003 | Love Object                        | Ramirez                                        | |
| 2004 | The Calcium Kid                    | Jose Mendez                                    | |
| 2004 | Crash                              | Daniel                                         | Giành giải ALMA Award for Outstanding Actor in a Motion Picture Đề cử – Gotham Independent Film Award for Best Ensemble Cast |
| 2004 | Million Dollar Baby                | Omar                                           | |
| 2005 | Little Athens                      | Carlos                                         | |
| 2005 | Sueño                              | Jimmy                                          | |
| 2006 | Fifty Pills                        | Eduardo                                        | |
| 2006 | Babel                              | John - Border Patrol                           | |
| 2006 | World Trade Center                 | Will Jimeno                                    | Đề cử – ALMA Award for Outstanding Actor - Motion Picture |
| 2007 | Shooter                            | Nick Memphis                                   | |
| 2007 | Lions for Lambs                    | Ernest                                         | |
| 2008 | The Lucky Ones                     | T.K. Poole                                     | |
| 2009 | Observe and Report                 | Dennis                                         | |
| 2009 | My Son, My Son, What Have Ye Done? | Thám tử Vargas                                 | |
| 2010 | Everything Must Go                 | Frank Garcia                                   | |
| 2011 | Battle: Los Angeles                | Joe Rincon                                     | Đề cử – ALMA Award for Favorite Movie Actor |
| 2011 | The Lincoln Lawyer                 | Jesus Martinez                                 | |
| 2011 | The Good Doctor                    | Jimmy                                          | |
| 2011 | 30 Minutes or Less                 | Chango                                         | |
| 2011 | Tower Heist                        | Enrique Dev'reaux                              | |
| 2012 | End of Watch                       | Sĩ quan Zavala                                 | Đề cử – Independent Spirit Award for Best Supporting Male Nominated – MTV Movie Award for Best Latino Actor |
| 2013 | Gangster Squad                     | Navidad Ramirez                                | |
| 2013 | Turbo                              | Tito Lopez (lồng tiếng)                        | |
| 2013 | American Hustle                    | Paco Hernandez                                 | Giành giải New York Film Critics Online Award for Best Ensemble Critics' Choice Movie Award for Best Acting Ensemble Screen Actors Guild Award for Outstanding Performance by a Cast in a Motion Picture Central Ohio Film Critics Association Award for Best Ensemble |
| 2014 | Cesar Chavez                       | César Chávez                                   | Giành giải ALMA Award for Special Achievement in Film Imagen Award for Best Actor in Feature Film |
| 2014 | Frontera                           | Miguel                                         | |
| 2014 | Fury                               | Trini 'Gordo' Garcia                           | |
| 2015 | Ant-Man                            | Luis                                           | |
| 2015 | The Vatican Tapes                  | Father Lozano                                  | |
| 2015 | Vacation                           | New Mexico Cop                                 | |
| 2015 | The Martian                        | Major Rick Martinez                            | |
| 2015 | Hell and Back                      | Abigor (lồng tiếng)                            | |
| 2016 | War on Everyone                    | Bob Bolano                                     | |
| 2016 | Collateral Beauty                  | Simon Stone                                    | |
| 2017 | CHiPs                              | Frank "Ponch" Poncherello / FBI Agent Castillo | Đồng thời chỉ đạo sản xuất |
| 2017 | The Lego Ninjago Movie             | Kai (voice)                                    | |
| 2017 | My Little Pony: The Movie          | Grubber (voice)                                | |
| 2018 | 12 Strong                          | Sergeant First Class Sam Diller                | |
| 2018 | A Wrinkle in Time                  | Red                                            | |
| 2018 | Ant-Man and the Wasp               | Luis                                           | |
| 2018 | Extinction                         | Peter                                          | |
| 2018 | Next Gen                           | Momo (lồng tiếng)                              | |
| 2018 | The Mule                           | Trevino                                        | |
| 2019 | Dora and the Lost City of Gold     | Cole Marquez                                   | |
| 2019 | Jexi                               | Kai                                            | |
| 2020 | Fantasy Island                     | Mr. Roarke                                     | |
| 2021 | Tom and Jerry                      | Terrance                                       | Đồng sản xuất |
| 2022 | Trăng rơi                          | Tom Lopez                                      | |

### Phim truyền hình
| Năm        | Tựa đề                             | Vai                     | Chú thích |
| ---------- | ---------------------------------- | ----------------------- | --- |
| 1996       | Pacific Blue                       | Rabbit                  | Episode: "Bangers" |
| 1997       | Touched by an Angel                | Reynaldo Estes          | Episode: "At Risk" |
| 1998       | Homicide: Life on the Street       | Luis Carrenza           | 2 episodes Credited as Michael Anthony Pena |
| 1998       | The Sentinel                       | Johnny                  | Episode: "Night Shift" Credited as Michael A. Pena |
| 1998       | 7th Heaven                         | Roger                   | Episode: "Let's Talk About Sex" Credited as Michael A. Pena |
| 1999       | Tracey Takes On...                 | Busboy                  | Episode: "Scandal" |
| 1999       | Moesha                             | Alejandro               | Episode: "Life Imitating Art" |
| 1999       | Profiler                           | Alex Lopez              | Episode: "Spree of Love" Credited as Michael Anthony Peña |
| 1999–2000  | Felicity                           | Brian Burke             | 5 episodes |
| 2000       | The District                       | Sante                   | Episode: "The Real Terrorist" |
| 2001       | Roswell                            | Fly                     | 2 episodes |
| 2001       | Men, Women & Dogs                  | Miguel                  | 2 episodes |
| 2002       | American Family                    |                         | 2 episodes |
| 2002       | Andy Richter Controls the Universe | Patrick                 | Episode: "Wedding" |
| 2003       | The Twilight Zone                  | Noah                    | Episode: "Sunrise" Credited as Michael A. Peña |
| 2003       | ER                                 | Police Officer          | 3 episodes |
| 1997, 2004 | NYPD Blue                          | Ferd Wilmer Lopez       | 2 episodes |
| 2005       | CSI: Crime Scene Investigation     | Juanito Concha          | Episode: "Snakes" |
| 2005       | The Shield                         | Detective Armando Renta | 10 episodes |
| 2006       | Walkout                            | Sal Castro              | Television film Black Reel Award for Network/Cable - Best Supporting Actor Imagen Award for Best Actor - Television Nominated – ALMA Award for Outstanding Actor - Television Series, Mini-Series or Television Movie |
| 2008       | My Name Is Earl                    | Circus                  | Episode: "No Heads and a Duffle Bag" |
| 2010       | Eastbound & Down                   | Sebastián Cisneros      | 5 episodes |
| 2011, 2013 | American Dad!                      | Marguerite (voice)      | 2 episodes |
| 2014       | Chozen                             | Ricky (voice)           | 10 episodes |
| 2014       | Gracepoint                         | Mark Solano             | 10 episodes |
| 2018       | Narcos: Mexico                     | Kiki Camarena           | Main cast; 10 episodes (Season 1) |

### Trò chơi
| Năm  | Tựa đề                 | Vai  | Chú thích                 |
| ---- | ---------------------- | ---- | ------------------------- |
| 2016 | Lego Marvel's Avengers | Luis | Ant-Man downloadable pack |